# Vilmar Rocha
Vilmar da Silva Rocha ComMM (Niquelândia, 14 de fevereiro de 1951), é um professor, advogado, escritor e político brasileiro filiado ao Partido Social Democrático (PSD) do qual, ao lado de Gilberto Kassab, Guilherme Afif Domingos e outras lideranças nacionais é fundador. Por Goiás, foi deputado federal por cinco mandatos e deputado estadual por dois mandatos. Também foi secretário-chefe da Casa Civil e Secretário de Estado do Meio Ambiente, Recursos Hídricos, Infraestrutura, Cidades e Assuntos Metropolitanos durante os governos de Marconi Perillo.
Formado em direito pela Universidade Federal de Goiás (UFG), lecionou na Pontifícia Universidade Católica de Goiás (PUC Goiás) entre 1975 a 1982, e leciona na Faculdade de Direito da Universidade Federal de Goiás desde 1978 e desde 2018 o faz como professor voluntário.
Foi deputado estadual de Goiás entre 1983 e 1987, pelo Partido Democrático Social (PDS), e de 1988 a 1990 pelo Partido da Frente Liberal (PFL). Em 1990, candidatou-se a deputado federal pela primeira vez. Vindo a assumir uma vaga na Câmara dos Deputados em 1993. Foi reeleito em 1994, 1998 e 2002.
Em 2001, Vilmar Rocha foi admitido pelo presidente Fernando Henrique Cardoso à Ordem do Mérito Militar no grau de Comendador especial.
Elegeu-se mais uma vez para a Câmara dos Deputados em 2010, pelo Democratas (DEM) partido que sucedeu o antigo Partido da Frente Liberal (PFL). No ano seguinte, participou da fundação e filiou-se ao Partido Social Democrático (PSD), vindo a ser o primeiro presidente estadual do partido em Goiás e membro da executiva nacional. Licenciando-se do mandato de deputado federal em 2011, assumiu a Secretaria de Estado da Casa Civil do Governo de Goiás.
Em 2014, foi candidato ao Senado da República, tendo recebido a expressiva votação de 1 012 496 votos, mas acabou ficando em segundo lugar e não foi eleito. No ano seguinte, assumiu a Secretaria de Estado do Meio Ambiente, Recursos Hídricos, Infraestrutura, Cidades e Assuntos Metropolitanos (SECIMA), no quarto governo de Marconi Perillo.
Nas eleições de 2018, Vilmar candidatou-se a primeiro suplente de Marconi Perillo, que ficou em quinto lugar, com 416 613 votos, ou 7,55% dos votos válidos.